# گامابنزن هگزاکلراید
گامابنزن هگزاکلراید یا لیندان (به انگلیسی: Lindane)
رده درمانی: عوامل موضعی پوستی
اشکال دارویی: شامپو، لوسیون

## موارد مصرف
لیندان یا گامابنزن هگزاکلراید در درمان شپش و گال به کار می‌رود.

## مکانیسم اثر
گامابنزن هگزاکلراید به دنبال جذب از پوسته کیتینی بندپایان، با تحریک گیرنده‌های GABA اثر نوروتوکسیسیتی دارد.

## عوارض جانبی
لیندان از طریق پوست جذب می‌شود و می‌تواند باعث بروز مسمومیت CNS، کبد و کلیه بخصوص در کودکان و شیرخواران شود. التهاب پوست و بثورات جلدی و همچنین علائم مسمومیت (سرگیجه، گیجی، تشنج، کرامپ‌های عضلانی، عصبانیت، بیقراری یا تحریک پذیری غیر عادی، ضربان تند، استفراغ) .

## نگارخانه